# Ernst Willners
Ernst Emanuel Nilsson Willners, född 31 maj 1869 i Stockholm, död 11 juli 1947, var en svensk militärmusiker.

## Biografi
Efter musikdirektörsexamen 1895 var Willners musikdirektör vid Värmlands regemente i Karlstad 1900–11 och vid Svea ingenjörkår i Stockholm från 1911. Han var verkställande direktör vid Ahlberg & Ohlssons Instrument AB i Stockholm från 1907 och blev associé av Musikaliska akademien 1919.